# Chiusola (Sesta Godano)
Chiusola è una frazione di 49 abitanti nel comune di Sesta Godano, nell'alta Val di Vara, in provincia della Spezia.

## Geografia fisica
Il paese dista 5,03 chilometri dal capoluogo comunale.

## Storia
Il borgo di Chiusola viene citato per la prima volta nel medioevo in rapporto alla postazione di controllo dei pedaggi e in relazione al Castello di Godano. Anche a Chiusola esisteva un fortilizio malaspiniano, ricordato nel 1268 in un inventario di beni e negli statuti di Pontremoli del 1391.
Nel borgo visse i suoi ultimi giorni il giovane Tenente Pietro Borrotzu di Orani, che - consegnandosi spontaneamente alle milizie nazifasciste - salvò il paese dalla distruzione e la popolazione (circa 300 fra sfollati e gente residente in paese) dall'eccidio.

## Monumenti e luoghi d'interesse

### Architetture religiose
- Chiesa parrocchiale di San Michele Arcangelo, inizialmente dipendente dalla Pieve di Robiano già nel XIII secolo, come risulta dai Registri Vaticani. La chiesa primitiva è anteriore al XV secolo e su quella fu costruita l'attuale nel XVIII secolo.[3]

### Architetture civili
- Ponte Garolo, appena fuori dal borgo, sorge su un orrido scavato dal torrente Gottero nel tempo. Al ponte si lega una interessante leggenda per cui un medico in un tempo non ben definito divenne vittima di una sfida con la Morte.[5]

## Cultura

### Eventi
- Pane dei Morti, antica usanza celebrata a novembre: per la ricorrenza i "padroni" solevano offrire a chiunque ne facesse richiesta un pane - a levà - e un castagnaccio. Soltanto chi lo avesse rifiutato anche una sola volta - lui o i propri avi - non poteva più riceverne.[5]
- Presepe vivente, allestito durante il periodo natalizio.[5]